# 鷹擊12反艦飛彈
鷹擊12反艦导彈（YJ-12），是中華人民共和國2000年代研製服役的大型超音速反艦导彈，主要担负打击大中型船艦。由601，611和海军研究院，航天三院联合研制，该型导弹的总设计师是黄锐松，副总设计师是蔡淑华。鹰击12是八五计划重点项目之一，目标是研制一种通用化的超音速反舰导弹，代替现役的鹰击83反舰导弹和鹰击62反舰导弹，包括空射型号（基本型YJ-12），舰载型号（YJ-12A）和岸基发射型号（YJ-12B）。

## 沿革
20世纪70年代中国开始研制超音速反舰导弹的计划，研制了鹰击-1和海鹰-3两种超音速反舰导弹，由于技术不成熟等原因停止研制转为技术储备。冷战结束，为引进苏联/俄罗斯军工技术提供了机会，20世纪90年代中国引进了Kh-31P超音速导弹及其技术，还购买了配备了3M80E“蚊子”超音速反舰导弹的现代级驱逐舰。中国军工部门接触到当时先进的超音速导弹技术，为开始研制鹰击-12超音速反舰导弹奠定了基础。2004年简氏防务报道中国正在研制鹰击-12导弹。
最初鹰击-12在互联网上曝光后，简氏防务周刊援引未经官方证实的数据称，鹰击-12重约2-2.5吨，长约7米，巡航速度2倍音速，末段冲刺速度达到4倍音速，其最大射程推测约300海里，已经接近了美国航母上F/A-18战斗机的防空巡逻半径。從照片來看，導彈弹体使用四進氣口衝壓發動機，弹体外形比较类似中國從俄羅斯引進的Kh-31导弹，鹰击-12导弹的矩形斜切进气道和Kh-31导弹的圆形激波锥进气道大相径庭。鹰击-12尺寸和重量雖遠超俄制Kh-31导弹，但不及3M80导弹。
2013年湖北衛視報導空射版本即將裝備轟6-K轟炸機。2013年12月殲轟-7B曝光，据信其可挂载超大型外挂物关键技术既是可繫帶鹰击-12。
2016年7月南海仲裁案發布前後，解放軍在南海海域舉行空前規模大型军事演习，央視新闻节目报道演習中轰-6轰炸机發射了空射大型反艦导彈，就是鹰击-12，表明已經量產服役。鹰击-12的部署加强了中国实施反介入和区域拒止的能力。
2016年10月，其出口型号CM-302在珠海航展上亮相。

## 概况
鹰击-12反舰导弹的弹体呈圆柱形，从导弹外形可以看出，该导弹安装了整体式冲压发动机。采用矩形斜切进气口的轴对称四个旁侧进气道，呈Ｘ形布置在弹体周围，设置4个主翼和4个尾翼，弹头部配的是半穿甲战斗部。鹰击12可以凭借数据链，通过卫星、巡逻机、无人侦察机、潜艇等信息节点，获得目标的实时位置与航向、航速。导弹巡航阶段在卫星导航和惯性导航的引导下飞行。具备低空掠海突防能力。飞行至距离攻击目标40~50千米时，主动制导雷达开机捕获并锁定目标进入末端攻击状态，利用高速减少了拦截反应时间突破目标防御。
鹰击-12反艦飛彈在2014年正式露面，在2015年9月3日纪念抗战胜利日70周年阅兵中公开亮相。中国空军装备的轰-6轰炸机(G/K/J型)、歼-16战机可以作为导弹载机。

### 鹰击-12A
鹰击-12A是鹰击-12反舰导弹的舰载版本，由于采用冲压发动机需要达到一定速度才能启动工作，最初版本空射型挂载在飞机上使用时载机为其提供初速，改为鹰击-12A舰载版本时，需要在尾部增加一个助推段，导致弹体总长拉长。2017年7月30日，装载在16辆运载车辆上的鹰击-12A舰舰导弹参加了庆祝中国人民解放军建军90周年阅兵，是这款导弹的官方编号首次正式披露。鹰击-12由于其尺寸较大无法装进中国海军标准的直径850毫米垂直发射单元，因此在战舰上配备了倾斜发射箱。正式装备在现代化改装升级后的中国海军051B型驱逐舰和956E型驱逐舰上。
2023年5月，央视国防军事频道CCTV-7记着采访南部战区海军某部051B型驱逐舰“深圳”舰时，舰上官兵首次披露了该舰配备的YJ-12A型舰载反舰导弹的实际射程：400-500千米。

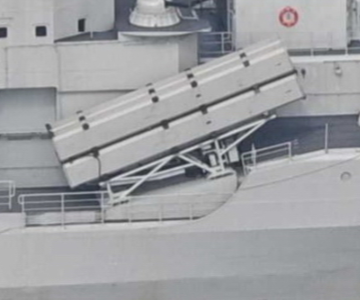
YJ-12A

### 鹰击-12B
鹰击-12B是鹰击-12导弹的路基/岸舰版本，其发射车采用10×10越野底盘，可在无铺装路面的海岸地区通过，实施机动作战，驾驶室后方是控制舱，呈"品"字形布置的正方形发射箱。
2018年11月，《伟大的变革—庆祝改革开放40周年大型展览》在（北京）国家博物馆举行，展览中展出了鹰击-12B陆基型岸舰导弹。2019年10月1日，16辆鹰击-12B岸舰导弹发射/运载车参加了中华人民共和国国庆70周年阅兵首次公开亮相。
2023年4月，“庆祝人民海军建军74周年”之际，装备鹰击-12B的岸基反舰导弹部队亮相媒体。

## 使用國
- 阿尔及利亚
  - 阿爾及利亞海軍：CM-302
- 中国
  - 中國人民解放軍海軍
    - 051B型驅逐艦、現代級驅逐艦：YJ-12A
    - 中國人民解放軍海軍岸防兵：YJ-12B

  - 中國人民解放軍空軍：YJ-12
- 巴基斯坦
  - 巴基斯坦海軍
    - 图赫里勒级护卫舰：CM-302

## 外部連結
- 简氏：中国研鹰击12和鹰击18超音速反舰导弹（页面存档备份，存于）
- pakmr.blogspot.tw（页面存档备份，存于）
- SY-400远程精确攻击武器系统
- CM-400AKG巡航导弹